# Liste der Schiedsrichtereinsätze bei der Fußball-Weltmeisterschaft 1978
Die Liste der Schiedsrichtereinsätze bei der Fußball-Weltmeisterschaft 1978 führt alle Schiedsrichter, die bei der Fußball-Weltmeisterschaft 1978 in Argentinien vom 1. Juni bis zum 25. Juni 1978 eingesetzt wurden.

## Legende

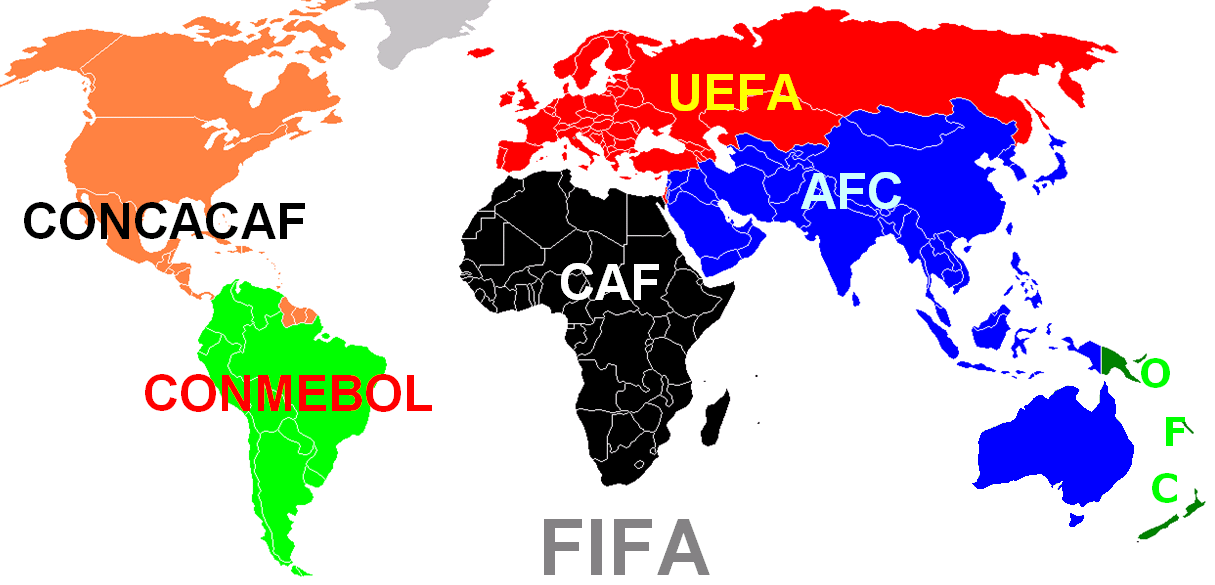
Die Kontinentalverbände der FIFA.

- Kontinentalverband → Kontinentalverband, von dem der Schiedsrichter gestellt wurde
  - AFC = Asian Football Confederation
  - CAF = Confédération Africaine de Football
  - CONCACAF = Confederation of North and Central American and Caribbean Association Football
  - CONMEBOL = Confederación Sudamericana de Fútbol
  - OFC = Oceania Football Confederation
  - UEFA = Union of European Football Associations

## Schiedsrichter
| Verband  | Schiedsrichter        | Land           | Spiele |   |   | Spiele als Linienrichter | Anmerkungen                       |
| -------- | --------------------- | -------------- | ------ | - | - | ------------------------ | --------------------------------- |
| AFC      | Farouk Bouzo          | Syrien         | 1      | 2 | 0 | 2                        |                                   |
| AFC      | Jafar Namdar          | Iran           | 1      | 0 | 0 | 2                        |                                   |
| CAF      | Youssou N’Diaye       | Senegal        | 1      | 0 | 0 | 2                        |                                   |
| CONCACAF | Alfonso González      | Mexiko         | 1      | 0 | 0 | 4                        |                                   |
| CONMEBOL | Ramón Barreto         | Uruguay        | 2      | 4 | 1 | 2                        | Linienrichter im Finalspiel       |
| CONMEBOL | Arnaldo Coelho        | Brasilien      | 1      | 0 | 0 | 2                        |                                   |
| CONMEBOL | Ángel Coerezza        | Argentinien    | 1      | 0 | 0 | 2                        | Schiedsrichter im Eröffnungsspiel |
| CONMEBOL | César Orozco          | Peru           | 1      | 2 | 0 | 2                        |                                   |
| CONMEBOL | Juan Silvagno Cavanna | Chile          | 1      | 2 | 0 | 2                        |                                   |
| UEFA     | Ferdinand Biwersi     | BR Deutschland | 1      | 1 | 0 | 2                        |                                   |
| UEFA     | Charles Corver        | Niederlande    | 1      | 0 | 0 | 2                        |                                   |
| UEFA     | Jean Dubach           | Schweiz        | 1      | 1 | 0 | 2                        |                                   |
| UEFA     | Ulf Eriksson          | Schweden       | 2      | 3 | 0 | 1                        |                                   |
| UEFA     | António Garrido       | Portugal       | 1      | 3 | 2 | 2                        | Schiedsrichter im Finale          |
| UEFA     | Sergio Gonella        | Italien        | 2      | 5 | 0 | 2                        |                                   |
| UEFA     | John Gordon           | Schottland     | 2      | 0 | 0 | 1                        |                                   |
| UEFA     | Alojzy Jarguz         | Polen          | 1      | 1 | 0 | 2                        |                                   |
| UEFA     | Abraham Klein         | Israel         | 3      | 7 | 0 | 1                        |                                   |
| UEFA     | Erich Linemayr        | Österreich     | 1      | 1 | 0 | 3                        | Linienrichter im Finale           |
| UEFA     | Ángel Franco Martínez | Spanien        | 2      | 5 | 0 | 1                        |                                   |
| UEFA     | Dušan Maksimović      | Jugoslawien    | 1      | 0 | 0 | 2                        |                                   |
| UEFA     | Károly Palotai        | Ungarn         | 2      | 4 | 0 | 2                        |                                   |
| UEFA     | Pat Partridge         | England        | 1      | 4 | 0 | 2                        |                                   |
| UEFA     | Adolf Prokop          | DDR            | 1      | 2 | 0 | 2                        |                                   |
| UEFA     | Nicolae Rainea        | Rumänien       | 2      | 5 | 0 | 1                        |                                   |
| UEFA     | Francis Rion          | Belgien        | 1      | 0 | 0 | 3                        |                                   |
| UEFA     | Clive Thomas          | Wales          | 1      | 2 | 0 | 2                        |                                   |
| UEFA     | Robert Wurtz          | Frankreich     | 2      | 2 | 0 | 1                        |                                   |

## Linienrichter
| Verband  | Linienrichter      | Land        | Spiele | Anmerkungen                      |
| -------- | ------------------ | ----------- | ------ | -------------------------------- |
| CAF      | Tesfaye Gebreyesus | Äthiopien   | 3      |                                  |
| CAF      | Hedi Seoudi        | Tunesien    | 2      |                                  |
| CONCACAF | Werner Winsemann   | Kanada      | 3      |                                  |
| CONMEBOL | Ángel Coerezza     | Argentinien | 2      |                                  |
| CONMEBOL | Miguel Comesaña    | Argentinien | 5      | Linienrichter im Eröffnungsspiel |
| CONMEBOL | Arturo Ithurralde  | Argentinien | 4      | Linienrichter im Eröffnungsspiel |
| CONMEBOL | Luis Pestarino     | Argentinien | 4      |                                  |
| UEFA     | Anatoli Iwanow     | Sowjetunion | 3      |                                  |

- Da alle Schiedsrichter ebenfalls als Linienrichter eingesetzt wurden, befinden sich in dieser Tabelle ausschließlich die zusätzlich eingesetzten Linienrichter

## Liste der Einsätze nach Spielen
Legende
| - Partie → gibt die beiden Mannschaften an, die das Spiel bestritten und den Endstand des Spieles nach der regulären Spielzeit, ggf. nach der Verlängerung und im Elfmeterschießen - Schiedsrichter → Vor- und Zuname des Schiedsrichters, der das Spiel leitete - Schiedsrichterassistenten → Vor- und Zuname der Linienrichter, die den Schiedsrichter an den Seitenlinien unterstützten - LR1 → Linienrichter 1 - LR2 → Linienrichter 2 - → ausgesprochene Verwarnungen mittels gelber Karte - → ausgesprochene Feldverweise mittels roter Karte - Elfm. → in der regulären Spielzeit oder in der Verlängerung verhängte Strafstöße |

| Spiel            | Spiel         | Schiedsrichter        | Linienrichter         | Linienrichter         | Karten       | Karten       | Elfm.        |
| #                | Partie        | Schiedsrichter        | LR1                   | LR2                   | Gelbe Karte  | Rote Karte   | Elfm.        |
| Gruppenphase     | Gruppenphase  | Gruppenphase          | Gruppenphase          | Gruppenphase          | Gruppenphase | Gruppenphase | Gruppenphase |
| ---------------- | ------------- | --------------------- | --------------------- | --------------------- | ------------ | ------------ | ------------ |
| 1                | 0:0           | Ángel Coerezza        | Miguel Comesaña       | Arturo Ithurralde     | 0            | 0            | 0            |
| 2                | 2:1           | Nicolae Rainea        | Erich Linemayr        | Juan Silvagno Cavanna | 3            | 0            | 0            |
| 3                | 3:1           | John Gordon           | Sergio Gonella        | Jean Dubach           | 0            | 0            | 1            |
| 4                | 2:1           | António Garrido       | Pat Partridge         | Youssou N’Diaye       | 3            | 2            | 0            |
| 5                | 1:1           | Clive Thomas          | Alojzy Jarguz         | Jafar Namdar          | 2            | 0            | 0            |
| 6                | 2:1           | Károly Palotai        | Ramón Barreto         | Anatoli Iwanow        | 0            | 0            | 0            |
| 7                | 3:1           | Ulf Eriksson          | Ángel Franco Martínez | Tesfaye Gebreyesus    | 1            | 0            | 0            |
| 8                | 3:0           | Alfonso González      | Robert Wurtz          | Miguel Comesaña       | 1            | 0            | 2            |
| 9                | 3:1           | Ramón Barreto         | Ferdinand Biwersi     | John Gordon           | 2            | 0            | 1            |
| 10               | 1:0           | Ángel Franco Martínez | Luis Pestarino        | Clive Thomas          | 0            | 0            | 0            |
| 11               | 6:0           | Farouk Bouzo          | Francis Rion          | António Garrido       | 2            | 0            | 0            |
| 12               | 2:1           | Jean Dubach           | César Orozco          | Werner Winsemann      | 1            | 0            | 1            |
| 13               | 0:0           | Sergio Gonella        | Abraham Klein         | Arturo Ithurralde     | 1            | 0            | 0            |
| 14               | 1:0           | Charles Corver        | Dušan Maksimović      | Hedi Seoudi           | 0            | 0            | 1            |
| 15               | 1:1           | Youssou N’Diaye       | Nicolae Rainea        | Arnaldo Coelho        | 1            | 0            | 0            |
| 16               | 0:0           | Adolf Prokop          | Ángel Coerezza        | Anatoli Iwanow        | 2            | 0            | 0            |
| 17               | 3:1           | Arnaldo Coelho        | Juan Silvagno Cavanna | Pat Partridge         | 0            | 0            | 0            |
| 18               | 3:1           | Jafar Namdar          | Charles Corver        | Ulf Eriksson          | 0            | 0            | 0            |
| 19               | 0:0           | César Orozco          | Miguel Comesaña       | Francis Rion          | 2            | 0            | 0            |
| 20               | 0:1           | Abraham Klein         | Francis Rion          | Alfonso González      | 1            | 0            | 0            |
| 21               | 1:0           | Robert Wurtz          | Farouk Bouzo          | Tesfaye Gebreyesus    | 0            | 0            | 0            |
| 22               | 1:0           | Ferdinand Biwersi     | Adolf Prokop          | Arturo Ithurralde     | 1            | 0            | 0            |
| 23               | 3:2           | Erich Linemayr        | Károly Palotai        | Hedi Seoudi           | 1            | 0            | 2            |
| 24               | 4:1           | Alojzy Jarguz         | Dušan Maksimović      | Werner Winsemann      | 1            | 0            | 2            |
| Zwischenrunde    |               |                       |                       |                       |              |              |              |
| 25               | 0:0           | Dušan Maksimović      | Miguel Comesaña       | Alfonso González      | 0            | 0            | 0            |
| 26               | 5:1           | John Gordon           | Farouk Bouzo          | Arturo Ithurralde     | 0            | 0            | 1            |
| 27               | 2:0           | Ulf Eriksson          | Jafar Namdar          | Tesfaye Gebreyesus    | 2            | 1            | 1            |
| 28               | 3:0           | Nicolae Rainea        | Jean Dubach           | Werner Winsemann      | 2            | 0            | 1            |
| 29               | 0:0           | Károly Palotai        | Erich Linemayr        | Adolf Prokop          | 4            | 0            | 0            |
| 30               | 1:0           | Pat Partridge         | Clive Thomas          | Charles Corver        | 4            | 0            | 0            |
| 31               | 1:0           | Francis Rion          | Ángel Coerezza        | Youssou N’Diaye       | 0            | 0            | 0            |
| 32               | 2:2           | Ramón Barreto         | Arnaldo Coelho        | Miguel Comesaña       | 2            | 1            | 0            |
| 33               | 2:1           | Ángel Franco Martínez | César Orozco          | Luis Pestarino        | 5            | 0            | 0            |
| 34               | 3:2           | Abraham Klein         | António Garrido       | Alojzy Jarguz         | 3            | 0            | 0            |
| 35               | 3:1           | Juan Silvagno Cavanna | Anatoli Iwanow        | Alfonso González      | 2            | 0            | 0            |
| 36               | 6:0           | Robert Wurtz          | Ferdinand Biwersi     | Sergio Gonella        | 2            | 0            | 0            |
| Spiel um Platz 3 |               |                       |                       |                       |              |              |              |
| 37               | 2:1           | Abraham Klein         | Károly Palotai        | Alfonso González      | 3            | 0            | 0            |
| Finale           |               |                       |                       |                       |              |              |              |
| 38               | 1:1 3:1 n. V. | Sergio Gonella        | Ramón Barreto         | Erich Linemayr        | 4            | 0            | 0            |